# Zebu

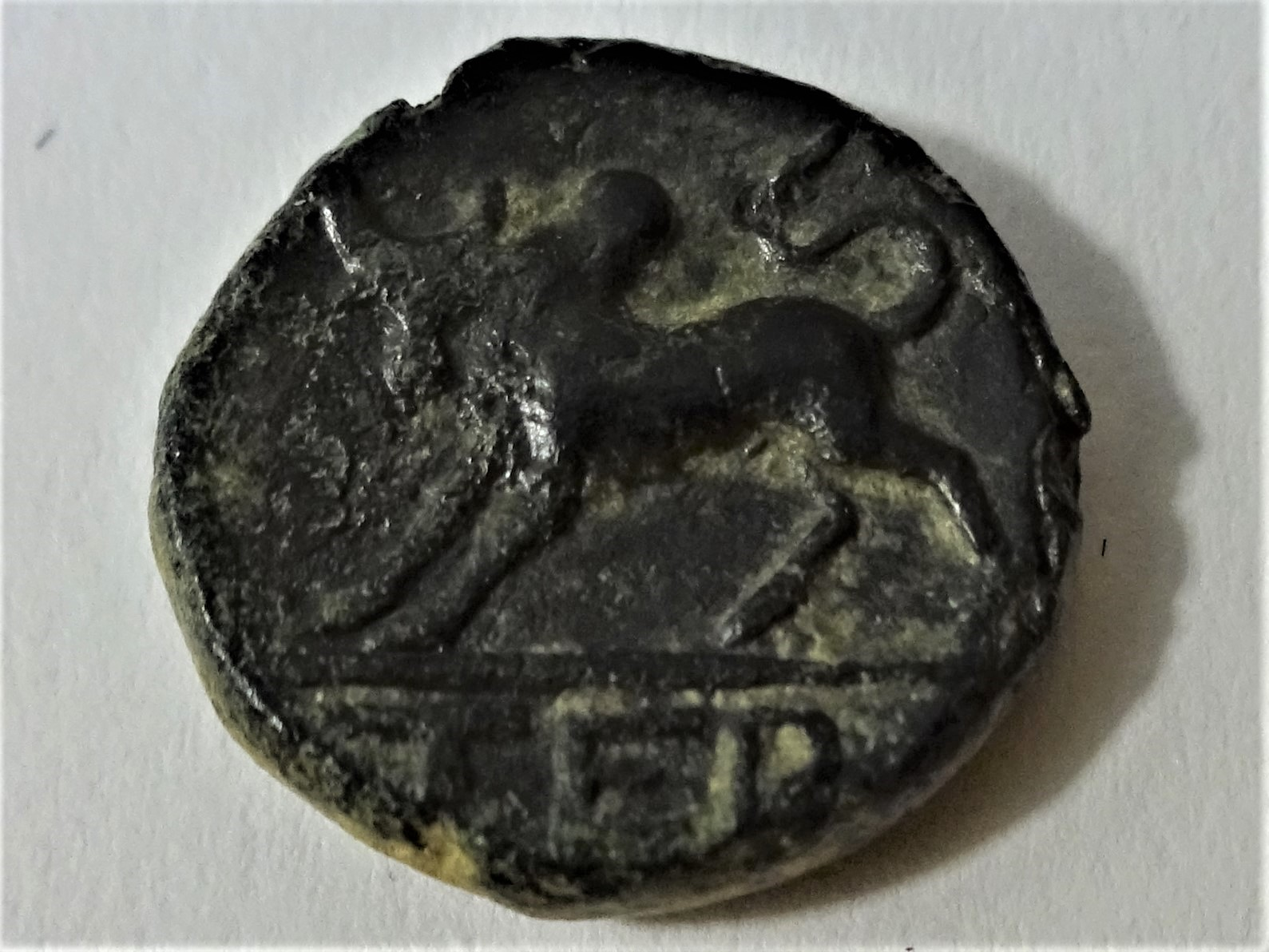
Zebu auf Bronzemünze der pisidischen Stadt Termessos, 71–39 v. Chr.

Das Zebu oder Buckelrind (Bos indicus) ist eine aus Südasien stammende domestizierte Form der Rinder, das vor allem in tropischen und subtropischen Klimaten gehalten wird.

## Überblick
Das Zebu wurde um 6000 v. Chr. im heutigen nordwestlichen Indien und in Pakistan domestiziert. Es stammt von einer anderen Unterart des Auerochsen ab als  europäische („taurine“) Rinder. Nach Auffassung mancher Experten könnte die Urform des Zebus eine eigene Art (Bos namadicus) neben dem Auerochsen darstellen. Genetische Untersuchungen belegen, dass die heutigen Hausrinder nicht, wie lange geglaubt, einem Stamm angehören, sondern von zwei verschiedenen Linien abstammen. Beide Formen scheinen sich schon im wilden Zustand vor rund 600.000 Jahren getrennt zu haben.
Aufgrund seiner Herkunft ist das Zebu wesentlich besser an warme und trockene Klimata angepasst als taurine Hausrindrassen. Lange Zeit wurde angenommen, dass zebuine und taurine Hausrinder in der prähistorischen Vergangenheit nebeneinander bestanden. Untersuchungen an alter DNA von Hausrindfunden aus dem Fruchtbaren Halbmond zeigten jedoch, dass es dort bereits um 2000 v. Chr. zu einer Vermischung kam. Als Ursache dafür wird eine lang anhaltende Dürre vermutet, die sich möglicherweise als bedrohlich für die lokalen taurinen Hausrinder auswirkte. Anhand von Analysen der mitochondrialen DNA ließ sich ermitteln, dass hauptsächlich männliche Zebu-Rinder in die lokalen taurinen Hausrindgruppen der Bronzezeit des Nahen Ostens eingekreuzt wurden. Dies geschah wohl, damit die lokalen Rinderherden durch Fortpflanzung erfolgreich weiterbestehen konnten.
In historischer Zeit sind in Afrika viele Hausrindrassen aus Kreuzungen zwischen Zebus und taurinen Rindern entstanden. Seit dem 20. Jahrhundert hat man auch in anderen Teilen der Welt mit tropischem Klima Zebus in taurine Rinderrassen eingekreuzt, um sich deren Hitzeverträglichkeit und Krankheitsresistenz zunutze zu machen. Ursprüngliche Zeburassen geben nur wenig Milch und wachsen langsamer heran als taurine Rassen. Eine der frühesten Darstellungen eines Zebus auf Münzen stammt von der pisidischen Stadt Termessos aus dem ersten Jahrhundert vor Christus. Die Abbildung zeigt, dass Zeburinder als typisch für diese Stadt um die Zeitenwende angesehen wurden.

## Zebu-Rassen (Auswahl)

### Indischer Subkontinent
Im indischen 19. Livestock Population Census, d. h. der landesweiten statistischen Erhebung zu den Haustieren in Indien 2011 wurden 37 einheimische (Zebu-)Rinderrassen statistisch erfasst (Aufzählung in der Reihe der Häufigkeit):
1 Hariana

2 Gir

3 Sahiwal

4 Kankrej

5 Kosali

6 Khillar

7 Hallikar

8 Malvi

9 Bachaur

10 Rathi

11 Malnad Gidda

12 Tharparkar

13 Kenkatha

14 Ongole

15 Red Sindhi

16 Motu

17 Nagori

18 Red Kandhari

19 Nimari

20 Khariar

21 Deoni

22 Gaolao

23 Amritmahal

24 Kherigarh

25 Dangi

26 Kangayam

27 Binjharpuri

28 Ghumsuri

29 Umblacherry

30 Mewati

31 Ponwar

32 Siri

33 Bargur

34 Krishna Valley

35 Pulikulum

36 Punganur

37 Vechur
Einige Zebu-Rassen werden vorrangig als Milchvieh gehalten (Sahiwal, Gir, Red Sindhi und Tharparkar), andere werden als Arbeitstiere eingesetzt (Nagori, Bachaur, Malvi, Hallikar, Amritmahal, Bargur, Kangayam, Kenkatha, Kherigarh, Ponwar, Siri, Gaolao, Khillar und Krishna Valley), und einige dienen beiden Zwecken (Hariana, Ongole, Deoni, Kankrej, Nimari, Dangi, Mewati und Rathi).
Die pakistanische Haustier-Statistik aus dem Jahr 2006 unterschied die folgenden einheimischen (Zebu-)Rassen (in der Reihenfolge ihrer Häufigkeit):
1 Red Sindhi

2 Sahiwal

3 Tharparkar (Thari)

4 Dhanni

5 Bhag Nari

6 Achai

7 Lohani

8 Rojhan

9 Kankrej (Kankraj)

10 Gabrali

### Weltweit
- Brahman
- Guzerat
- Indu-Brazilian (Zebu)
- Nelore-Rind
- Philippinen-Rind
- Südchinesisches Gelbvieh
- Zwergzebu

### Hausrindrassen, die auf Kreuzungen mit Zebus zurückgehen
- Brangus
- Zentralebenen-Gelbvieh (China)
- Santa-Gertrudis-Rind
- Senepol-Rind
- Tswana-Rind
- Watussirind
- Canchim-Rind (Zentral-Brasilien)

## Galerie

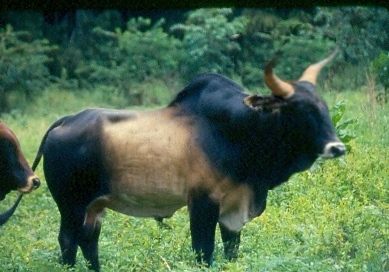
Zebus (Spekulative Lebendrekonstruktion von B. namadicus)
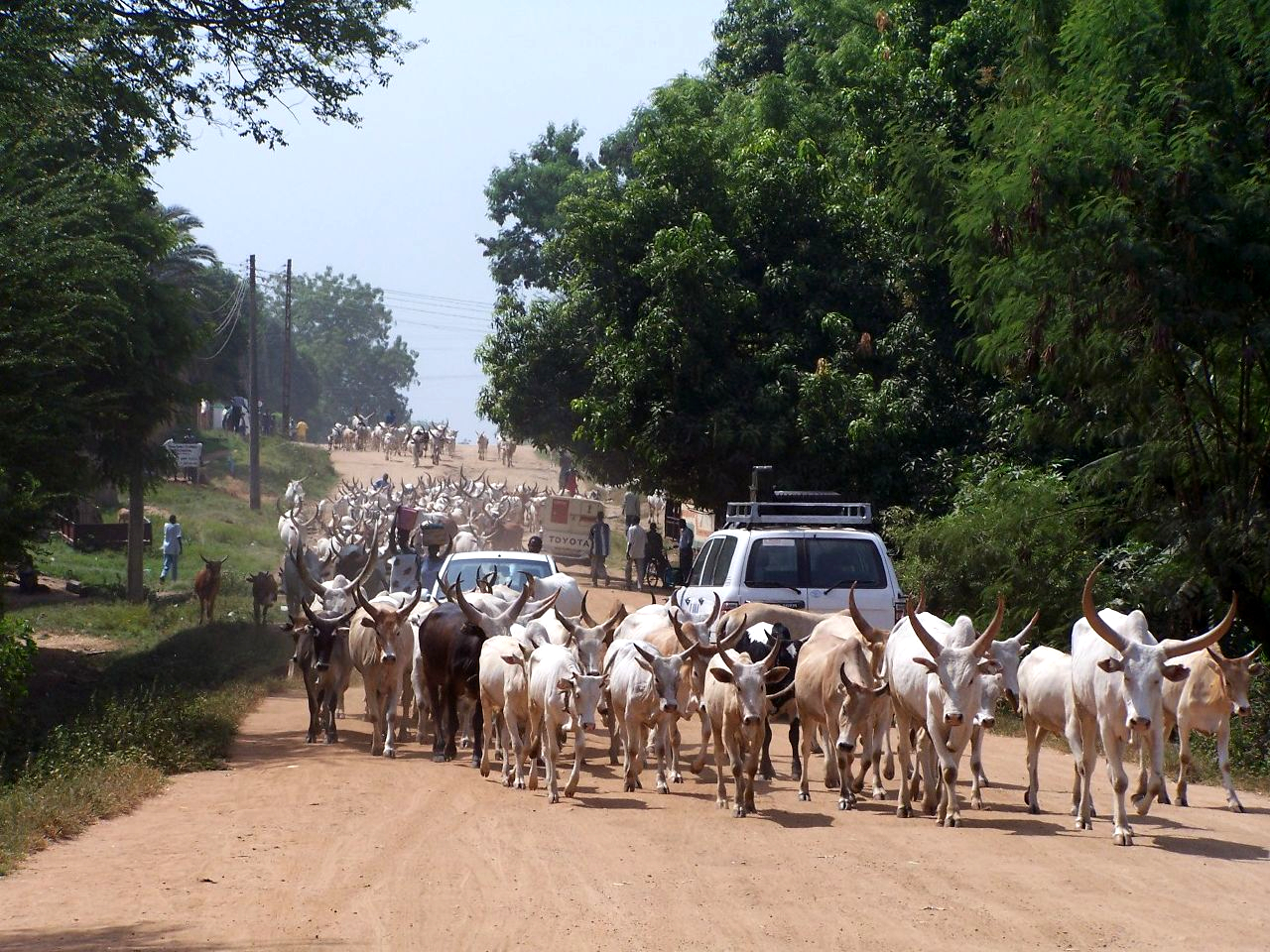
Rinder in Juba/Südsudan
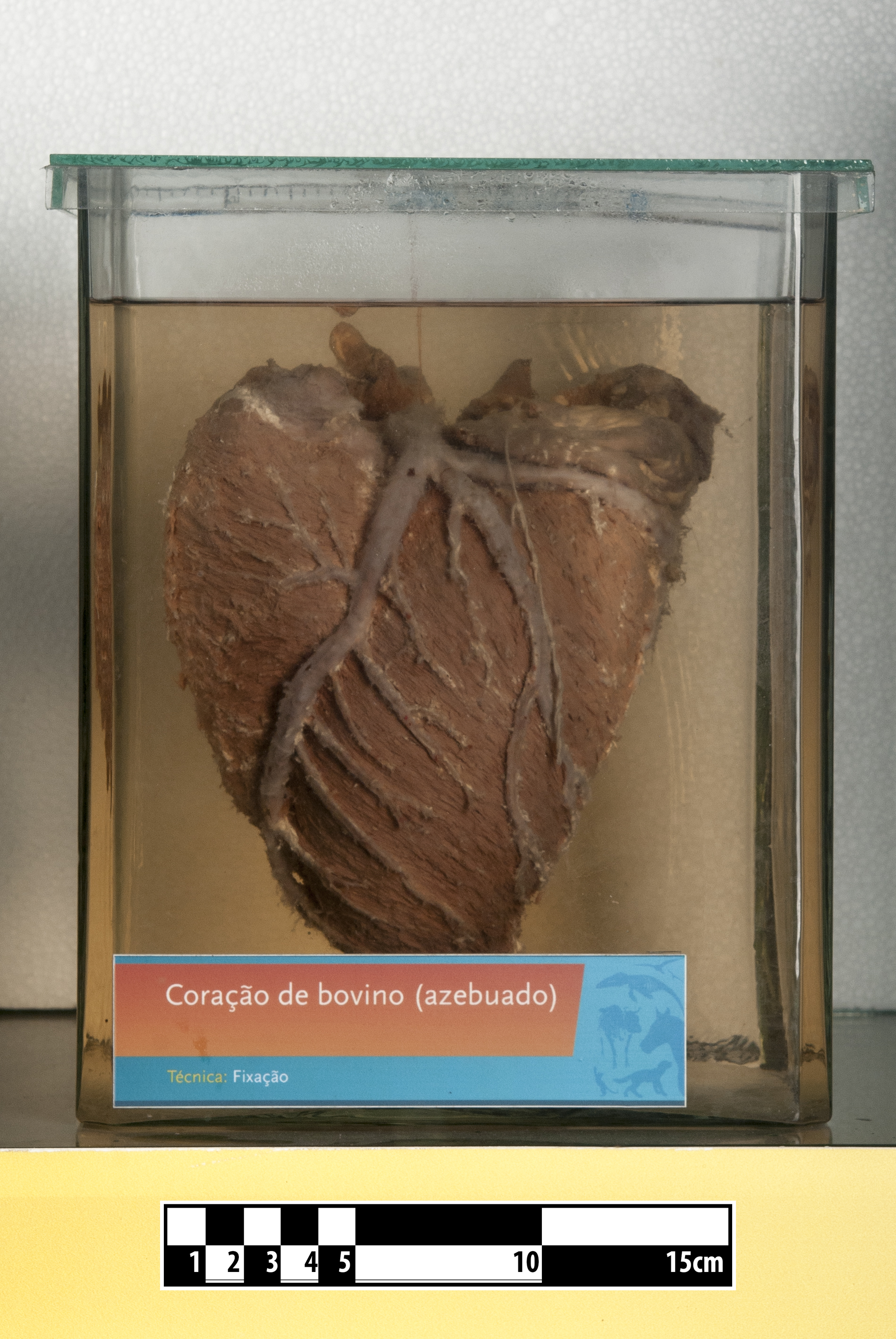
Rinderherz
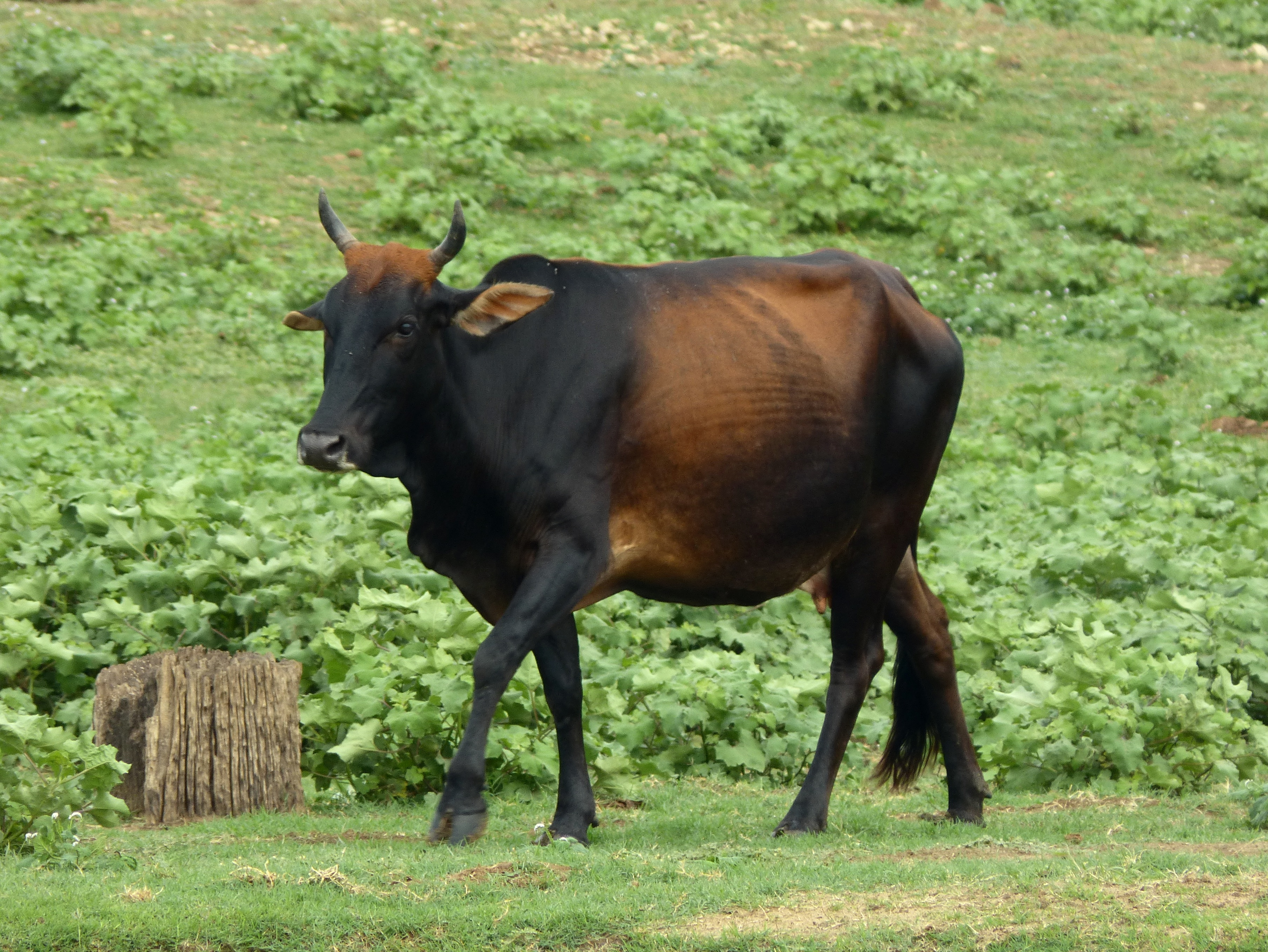
Weibliches Zebu in Sri Lanka